# Afrida phasma
Afrida phasma är en fjärilsart som beskrevs av Dyar 1913. Afrida phasma ingår i släktet Afrida och familjen trågspinnare. Inga underarter finns listade i Catalogue of Life.